# 石原式色覚異常検査表

石原表5類表の例。「74」

石原式色覚異常検査表（いしはらしきしきかくいじょうけんさひょう、石原式色盲検査表）は、色覚異常の検査表。医学者の石原忍が1916年に考案・制作した。一般に石原表と略称される。
石原表は仮性同色表と呼ばれる色覚検査表の一種である。仮性同色とは、色覚正常者には異なって見える色が色覚異常者には同じ色に見えることを意味する。
石原表は1933年の第14回国際眼科学会で認定されたことなどから国際的にも高い評価を得ており
、色覚検査表といえば石原表と同義語と解されるほど日本では普及している。

## 歴史
石原表の初版は、1916年に「色神検査表」として半田屋より出版された。当時主に使われていた色盲検査表のスチルリング仮性同色表は、検出精度が低く、軽度の色覚異常を検出できなかったり、正常色覚を誤検出するなどの問題があった。軍隊では軽度の色覚異常であっても問題であると考えられていたため、大日本帝国陸軍の軍医であった石原忍軍医監は、新たな色盲検査表を開発し、徴兵検査用に使用することになった。これが石原表の起源であり、その後学校保健の場にも取り入れられた。

## 使用法
使用法は非常に平易である。本（学校用色覚異常検査表・国際版14表（コンサイス版と呼ばれる）・幼児用など）またはカード（国際版24表・国際版38表など）になっている表を、被験者の視線に対して垂直に、75cmほどの距離に示し、数字表の場合は書かれている数字を読み取らせる。曲線表の場合は、柔らかい筆などで曲線をたどらせる。すると、色覚のタイプによって、異なった応答が期待できる。表は厳密に色を管理した印刷で製造されており、印刷インクの微妙な差異や日光での劣化によっても応答が変わるため、常に変色・退色・汚れのない新しい表を使わないと、正しい判定はできない。当然、複製やモニター上の画像では、色覚検査に使えない。使用法が簡便であるが故に、コンピューター上で検査表を見て自己診断する人がいるが、そもそも色の知覚の原理が光源色と物体色では異なるため、検査の意義をなさない。表は回転したり順序を入れ替えたりして使うことが推奨されている。

## 技術
石原表の技術がそれ以前の仮性同色表と異なっていたのは、先天色覚異常にとっての混同色だけで表を構成するのではなく、無関係な色の斑点をちりばめることによって、先天色覚異常者にとってさらに読みにくく、かつ正常色覚者にははっきりと読める表を作ったことである。例えば、橙色と黄緑色は2型色覚の混同色であるが、これまでの仮性同色表では、単に黄緑色の斑点で作った地に、橙色の斑点で数字などを書いて読み取らせるタイプであった。
この場合、軽度の先天色覚異常では、微妙な色の違いを読み取ることで判読可能である。逆に軽度の先天色覚異常者にも読み取れないほど似た色にすると、今度は正常色覚者でも色彩感覚に無頓着な人や幼児などには読み取ることができなくなる。この問題に対し、石原は地色に青色の斑点をランダムに紛れ込ませることで対応した。
そうすることで、先天色覚異常者には「黄緑・橙」という「よく似た色」の中に青色の「ランダムな模様」が浮き出て見え、数字などが読めない一方、正常色覚者には「黄緑・青」という「よく似た色」の中に橙色の数字が浮き出て見える。逆に、正常色覚者には数字が読めない一方で、色覚異常者には数字が浮き出て見える検査表もある。

## 種類
石原表には複数の版があり、国際版として38表版、24表版、14表版が発行されている他、学校用として発行されたものもある。
石原表で最も枚数が多く、検出力も高いため、各種検査などで多用されている国際表38表版は、25枚の数字表と13枚の曲線表からなる。数字表は表に斑点で書かれている数字を読み取るタイプで、曲線表は曲線をたどるタイプである。それぞれに1類表（デモンストレーション）、2類表（変化型）、3類表（消失型）、4類表（隠蔽型）、5類表（分類型）がある。
- 1類表はどのような種類の色覚を持つ人にも読める表。視力障害や知能などの別の理由で表を読み取れない人を色覚異常と区別するために存在する。
- 2類表は色覚異常によって見える数字やたどる線が変化する表。
- 3類表は色覚異常のある人には読めず、色覚正常の人には容易に読める表。
- 4類表は逆に色覚異常のある人には読め、色覚正常の人には読めない表。
- 5類表は第1色覚異常（赤色を主に感知する細胞の変異）と第2色覚異常（緑色を主に感知する細胞の変異）を区別する表（ただし実際には石原表で色覚異常の種類や程度を分類することは困難で、判定には必ずアノマロスコープという他の検査方法が必須である[3]）。

## 問題点

### 確定診断には使えないこと
石原表に限らず、色覚検査表はスクリーニング、つまり色覚異常の疑いをふるい分けることが目的である

。色覚検査表を「誤読する色覚正常者」も「正読する色覚異常者」もわずかだがいるため、正常か異常かの確定診断はアノマロスコープを用いるべきとされる。

### 誤診が多いという報告
医療検査の精度を評価する指標として感度と特異度がある。感度とは、陽性と判定されることが望ましいものを陽性と判定する確率である。特異度とは、陰性と判定されることが望ましいものを陰性と判定する確率である。
石原表の感度と特異度が実際に数値として調査されたことは少ないが、特異度は低く、擬陽性が多いのではないか、という複数の指摘がある

。日本の報告では、石原表を使った学校検診では異常疑いが男子4.8%、女子0.4%であったが、アノマロスコープ・パネルD15テストによる精密検査を行った後は男子4.5%、女子0.2%に減少した。また、イギリスで石原表の感度と特異度の大規模調査が行われたことがあるが、調査結果を日本の色覚異常の発生頻度（男性5%、女性0.2%）に当てはめると、男性の5割近く、女性では9割以上がアノマロスコープによる検査では正常と判定される可能性を示唆している。

### 日本における運用上の批判
石原表は色覚異常の検出という目的に有効であるが、日本では学校保健や進学、就職において色覚による差別が行われたため、批判も多い。例えば、
- 本来色覚検査の結果と職業適性は別個にとらえられなくてはならないが、この石原表の判定のみで就職に際し差別が存在した。
- 学校では強制検査が衆人監視の中で行われ、プライバシーが軽視された。

これらの問題は、この表が日常生活にほとんど支障のない程度の色覚異常まで検出した点からきている部分が大きい。

## 検査表の例

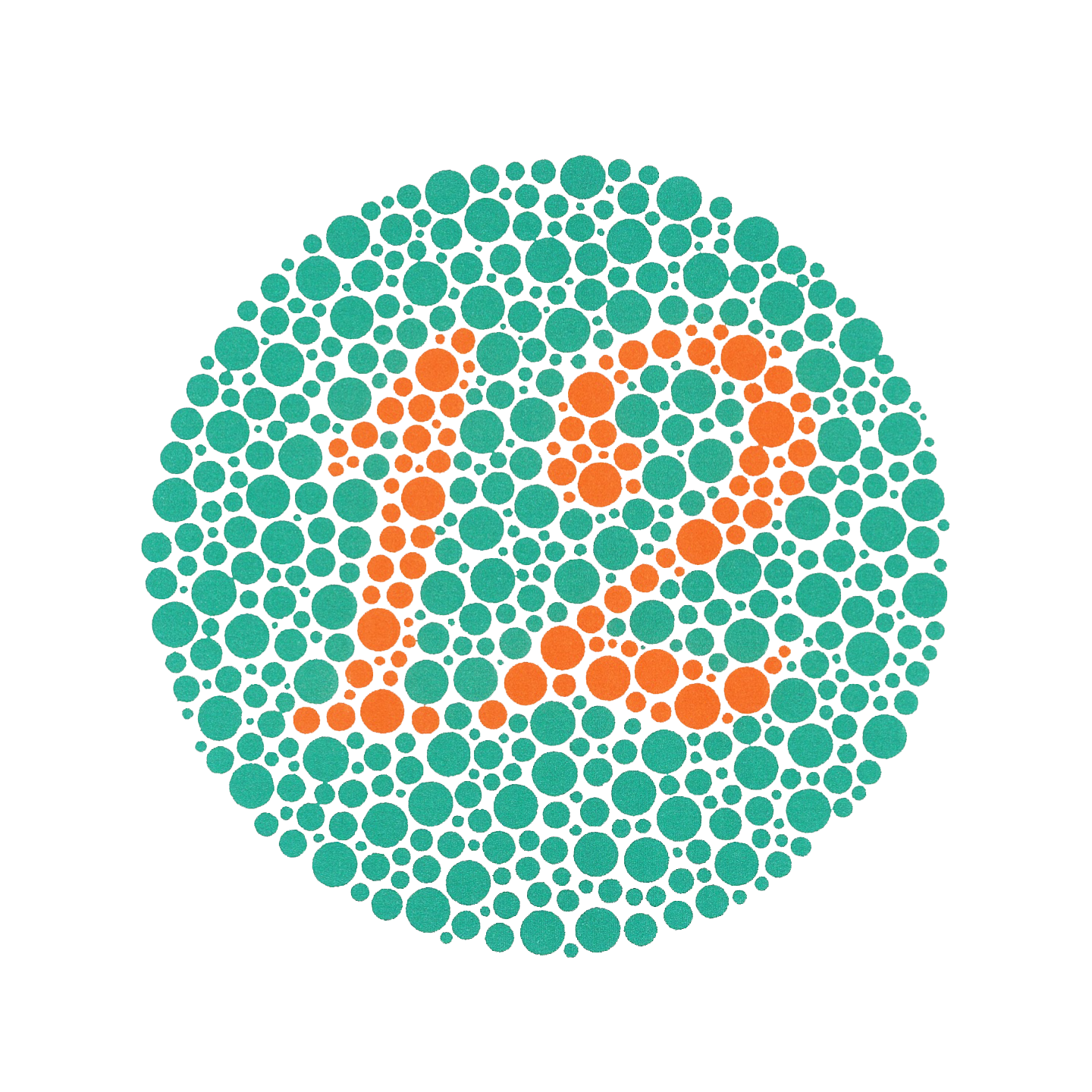
石原表1類表の例。「12」
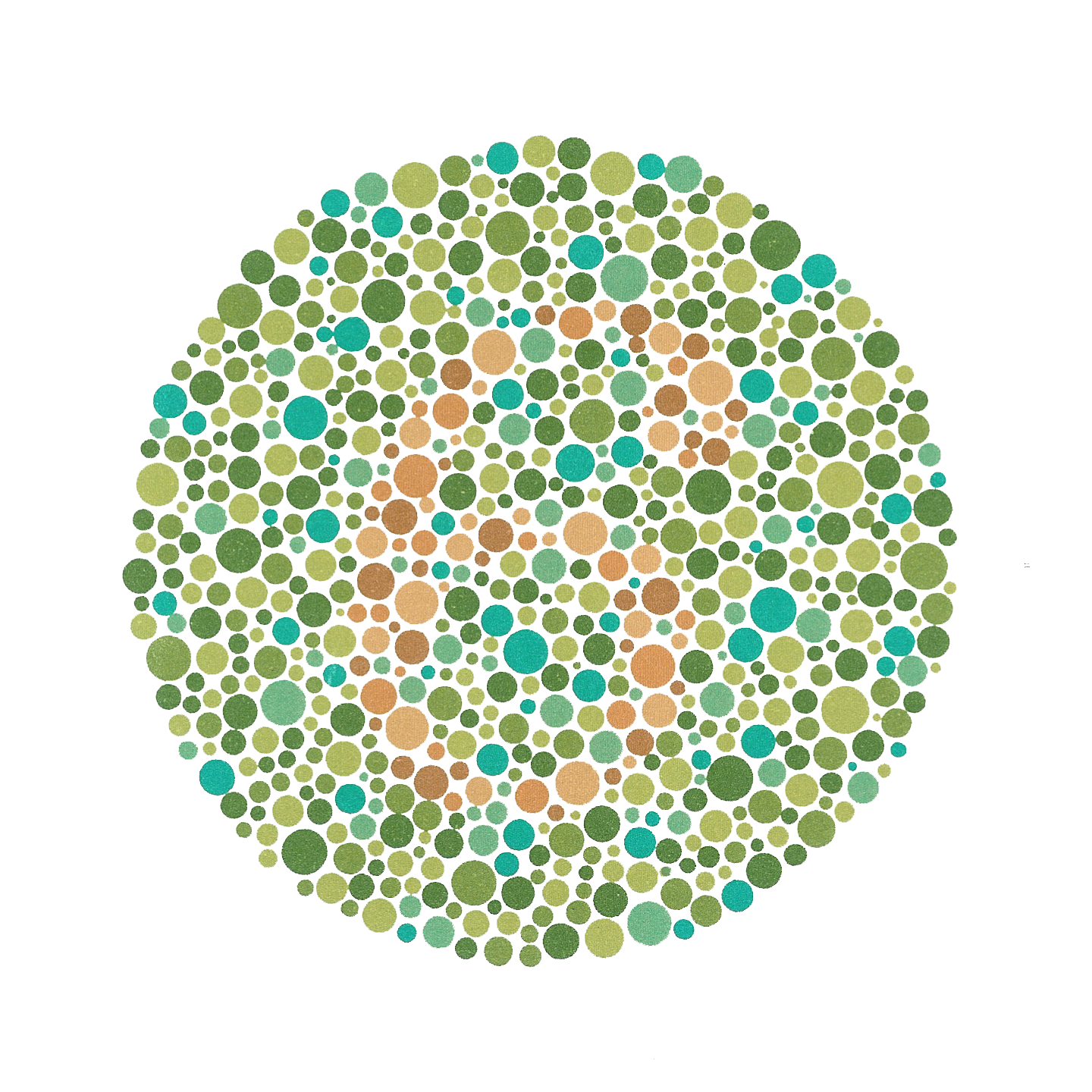
石原表3類表の例。「6」
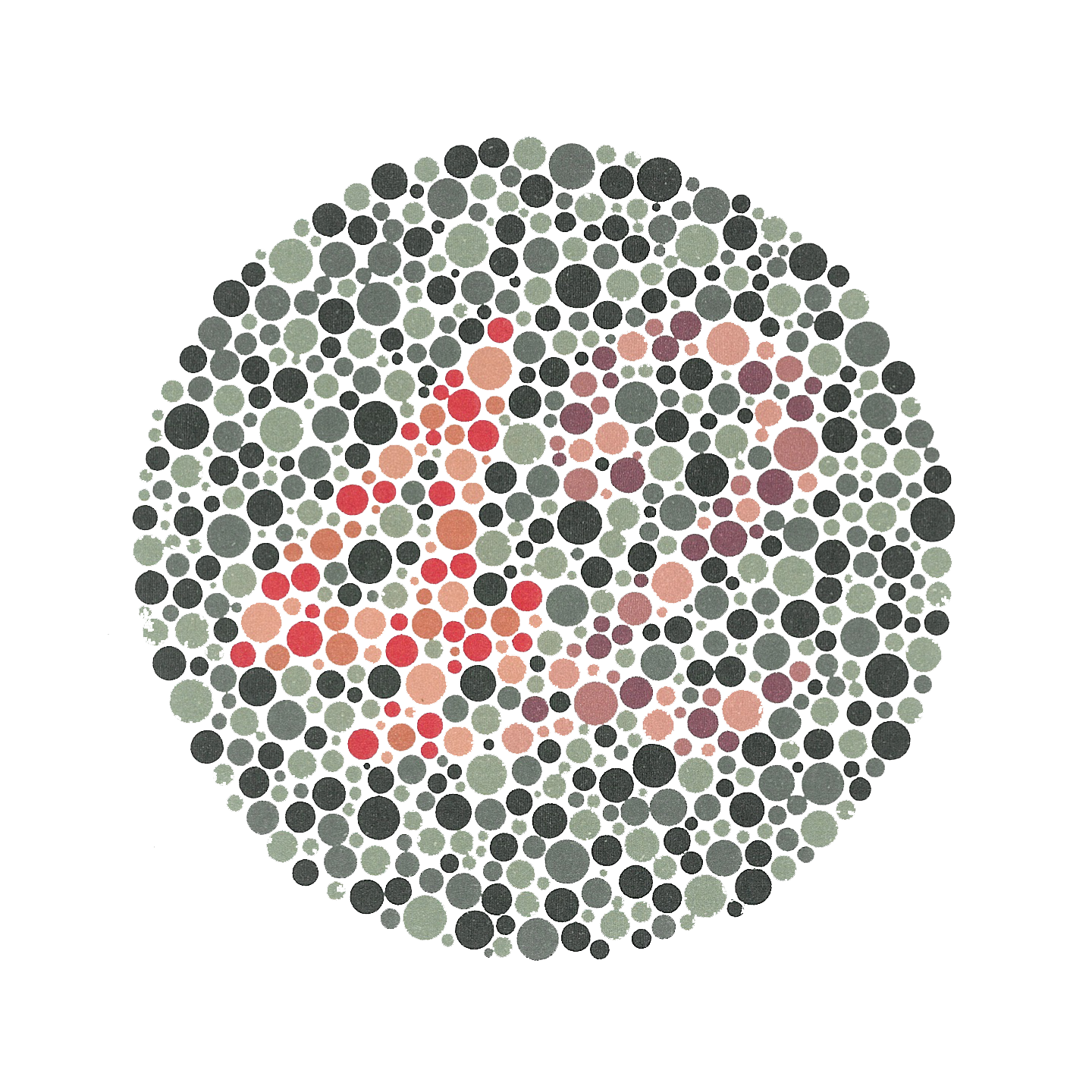
石原表5類表の例。「42」